# ОШ „Кнезова Рашковића” Божетићи
ОШ „Кнезова Рашковића” Божетићи једна је од шест основних школа на територији општине Нова Варош, почела је са радом 1988. године. Школа носи име по старовлашким кнезовима Рашковићима, који су, по успостављању турске власти, постали бератлијски наследни кнезови са потпуном самоуправом.

## Историјат школства
Према расположивим писаним изворима, прва школа на подручју рада данашње школе у Божетићима, почела је са радом 10. септембра 1887. године. Првих десет дана школа је била смештена у приватној кући угледног домаћина, председника црквене општине, кмета и трговца Василија Чкоњевића, у штитковачком засеоку Врело.
Нова школа је изграђена и усељена током школске 1926/1927. године, тачно четрдесет година по отварању прве школе у Штиткову. После Другог светског рата, 1950. године зграда је реконструисана и дограђени су јој лево и десно крило.
Школа је 1963. године добила назив ОШ „Добривоје Чкоњевић” – Штитково, који остаје све до 1. септембра 2003. године.
Почетком школске 1963/1964. године осморазредној школи у Штиткову припојене су четворогодишње школе из села Дебеља (отворена 1921. године), Буковик (отворена 1904. године) и Љепојевићи (отворена 1929. године). Од те године, школе у овим селима су у статусу издвојених одељења матичне школе у Штиткову, све до 1988. године.

## Школа данас
Изградњом нове школе у Божетићима, она је постала матична осморазредна школа, док је стара школа у Штиткову наставила рад као четвороразредна, тј. постала је издвојено одељење матичне школе, заједно са издвојеним одељењима у селима Дебеља, Буковик и Љепојевићи.
Школска зграда је савремене градње која има централно грејање, зборницу и помоћне просторије као и кабинете за сваки наставни предмет. Она је опремљена и савременом дигиталном опремом, дигиталним кабинетом, интернетом, малом фискултурном салом и пространим теренима за одбојку, кошарку и фудбал.